# Liehittäjä sameby
Liehittäjä sameby är en koncessionssameby huvudsakligen belägen i Haparanda och Övertorneå kommuner i Norrbottens län samt till en mindre del i Kalix kommun. Byns område omfattar 1 544 km2.
Liksom i andra svenska samebyar utövas renskötseln av samer, men speciellt för koncessionssamebyar är att icke-samer kan vara ägare till en del av renarna, s.k. skötesrenar. Den renskötsel som bedrivs i koncessionssamebyarna är skogsrenskötsel, vilket innebär att renarna hålls i skogslandet året om.

## Historia
När koncessionssamebyarna inrättades genom ett beslut 1933 hörde Liehittäjä samebys område till Sangis lappby, som bestod av två koncessionsområden: Liehittäjä och Gunnari. Det förstnämnda blev sedermera Liehittäjä sameby medan det andra införlivades i Kalix sameby. I slutet av 1940-talet fanns inom Liehittäjäområdet två renskötarfamiljer bosatta på egen gård i Liehittäjä. Antalet renar uppgick till 1 322, varav 73 egna fördelade på sju ägare och 1 249 skötesrenar fördelade på 101 ägare.